# Schönbrunn (Baden)
Schönbrunn (phát âm tiếng Đức: [ˈʃøːnˌbʁʊn] ⓘ) là một xã thuộc huyện Rhein-Neckar, bang Baden-Württemberg, Đức. Nơi đây nằm ở phía nam của sông Neckar, cách Eberbach khoảng 7 km về phía tây nam và cách Heidelberg 18 km về phía đông.